# Stygiomyces galliformis
Stygiomyces galliformis är en svampart som beskrevs av Coppins & S.Y. Kondr. 1995. Stygiomyces galliformis ingår i släktet Stygiomyces, divisionen sporsäcksvampar och riket svampar.   Inga underarter finns listade i Catalogue of Life.